# Euristica
L'euristica (dalla lingua greca εὑρίσκω, letteralmente "scopro" o "trovo") è una parte dell'epistemologia e del metodo scientifico che  si occupa di favorire la ricerca di nuovi sviluppi teorici, nuove scoperte empiriche e nuove tecnologie, con un approccio alla soluzione dei problemi che non segue un chiaro percorso, ma che si affida all'intuito e allo stato temporaneo delle circostanze al fine di generare nuova conoscenza. In particolare, l'euristica di una teoria dovrebbe indicare le strade e le possibilità da approfondire nel tentativo di renderla "progressiva", in grado cioè di prevedere fatti nuovi non noti al momento della sua elaborazione.
Storicamente l'euristica è stata confusa per molti secoli con la giustificazione delle scoperte empiriche; ancora con l'elaborazione teorica di Francesco Bacone, lo sviluppo delle scienze veniva indicato con la possibilità di un elaborato teorico di sopravvivere al "vaglio negativo dell'esperienza". Nella sostanza si riteneva che una teoria scientifica dovesse essere in grado di produrre ipotesi che potessero poi essere confermate o respinte dagli esperimenti. È facile vedere come questa concezione tendesse a fornire un criterio che giustificasse a posteriori le nuove scoperte, ma che non indicava strade concrete né operative per conseguirle. Nel corso del XX secolo il dibattito sulla teoria della demarcazione ha portato a distinguere più nettamente questi due aspetti; tuttavia, proprio questa distinzione ha portato la maggior parte del mondo scientifico a rinunciare all'elaborazione di un'unica teoria dell'euristica.
A partire infatti dalla constatazione che lo sviluppo delle scienze avviene in modo diseguale e sulla base di evoluzioni di carattere molto diverso fra loro (cambiamenti teorici, risultanze empiriche impreviste, mutamenti culturali), si è infatti per lo più rinunciato a delineare un'unica teoria dell'euristica, anche in considerazione del fatto che saltuariamente nella storia della scienza si sono determinati casi di sviluppo teorico e scientifico a seguito di presupposti errati o apparentemente irrazionali (un esempio tipico può essere offerto dagli studi di Camillo Golgi che studiò come confutare la natura neuronale del sistema nervoso umano e finì per confermarla).
Oggi, pertanto, gli studi sull'euristica vengono piuttosto concentrati "all'interno" delle singole scienze o teorie; si può così parlare di un'euristica, per esempio, della matematica o della biologia. L'euristica delle scienze in generale rimane, invece, una questione solamente teorica o terminologica, nel senso che ben difficilmente vengono avanzate proposte di euristiche così generali se non a un livello di astrazione tale da renderle operativamente poco rilevanti.

## L'Euristica nella psicologia
In psicologia le euristiche sono semplici ed efficienti regole che sono state proposte per spiegare come le persone risolvono, danno giudizi, prendono decisioni di fronte a problemi complessi o informazioni incomplete.
Il principio che giustifica l'esistenza di euristiche è quello secondo cui il sistema cognitivo umano è un sistema a risorse limitate che, non potendo risolvere problemi tramite processi algoritmici, fa uso di euristiche come efficienti strategie per semplificare decisioni e problemi.
Sebbene le euristiche funzionino correttamente nella maggior parte delle circostanze quotidiane in certi casi possono portare a errori. Infatti l'euristica fondamentale è il cosiddetto : tentativi ed errori (trial and error), che può essere usato in ogni contesto: dall'applicazione di dadi e bulloni alla risoluzione di problemi algebrici. Di seguito sono riportati alcuni esempi di euristiche molto utilizzate, prese dal libro “How to solve it” di George Polya.
- Provare a fare un disegno quando si ha difficoltà nel comprendere un problema.
- Nel caso in cui non si riesca a trovare una soluzione plausibile a un determinato problema, assumere mentalmente di conoscere già una risposta e partire da essa per scoprirne di nuove.
- Provare a esaminare un esempio concreto nel caso in cui ci si trovi di fronte a un problema molto astratto.
- Provare a risolvere un problema più generico di quello in analisi (paradosso dell'inventore: il piano più ambizioso può avere più possibilità di successo).

Sebbene gran parte delle euristiche siano state scoperte da Amos Tversky e Daniel Kahneman il concetto fu originariamente introdotto da Herbert Simon, laureato e Premio Nobel per l'economia. Egli diceva che l'essere umano opera all'interno della razionalità limitata. A questo proposito Simon coniò il termine “satisficing”, il quale denota una situazione dove persone che cercano soluzioni a un determinato problema, si ritengono soddisfatte di risposte sufficientemente buone per i loro fini, nonostante queste soluzioni non siano realmente ottimizzate. Di seguito una citazione di James G. March, allievo di H. Simon:
(James G. March)
Anche Gerd Gigerenzer si occupa di euristica. Egli si focalizza sulle proprietà “Fast & Frugal”, cioè utilizza l'euristica in maniera molto precisa eliminando, di conseguenza, gran parte dei bias cognitivi di cui l'essere umano è succube per natura. Da una particolare ricerca di Gigerenzer e Wolfgang Gaissmaier risulta che sia i singoli individui che le organizzazioni si basano sulle euristiche in modo adattivo. I due ricercatori appena citati hanno anche scoperto che ignorare una parte delle informazioni (relative alla presa di una decisione), piuttosto che considerare tutte le opzioni, può effettivamente portare a una scelta più accurata.

### L'euristica nell'ambito della psicologia cognitiva
Le euristiche, tramite una maggiore ricerca e raffinatezza, hanno cominciato a essere applicate ad altre teorie o a essere spiegate da esse. Per esempio anche la CEST (Cognitive-Experiential Self-Theory) ha una visione adattiva dell'elaborazione euristica. A volte gli individui considerano razionalmente, logicamente, sistematicamente, volutamente e verbalmente i problemi. Altre volte invece gli individui considerano le questioni in modo intuitivo, senza sforzo, a livello generale ed emotivamente. Da questo punto di vista le euristiche sono parte di un più ampio sistema di elaborazione dell'esperienza che spesso è adattabile, ma anche vulnerabile a errori in situazioni che richiedono un'analisi molto più logica.
Nel 2002 Daniel Kahneman e Shane Frederick proposero (o teorizzarono) che l'euristica cognitiva funzionasse per mezzo di un sistema chiamato sostituzione dell'attributo, che avviene senza consapevolezza conscia. In base a questa teoria, quando qualcuno esprime un giudizio (di un "attributo target") che sia complesso da un punto di vista computazionale, lo si sostituisce con un "attributo euristico" calcolato più semplicemente.
Tali euristiche sono attualmente concepite come processi di sostituzione di attributi, nei quali un attributo target (per esempio una classe) è sostituito da uno euristico (per esempio un prototipo) più accessibile per ragioni cognitive o affettive.
Negli scorsi decenni nella psicologia cognitiva sono state individuate diverse euristiche, tra cui le più conosciute e studiate sono:
- Euristica della rappresentatività: si tende a sovrastimare il valore informativo di piccoli campioni, attribuendo caratteristiche simili a oggetti simili, spesso ignorando informazioni che dovrebbero fare pensare il contrario.
- Euristica della disponibilità: si tende a stimare la probabilità di un evento sulla base della vividezza e dell'impatto emotivo di un ricordo, piuttosto che sulla probabilità oggettiva. La frequenza di un'informazione è un elemento chiave per trarre delle conclusioni. È particolarmente utilizzata nella formazione delle previsioni ed è la chiave del ragionamento induttivo. L'uomo “campiona” la propria memoria e utilizza le informazioni recuperate come un indice di frequenza. Il che è soggetto a diversi tipi di bias.
- Euristica affettiva: i giudizi e le decisioni sono prese a partire dalle emozioni suscitate dal problema e dalle modalità con cui lo stesso è posto. In questo caso si è in presenza di un processo di sostituzione di “Cosa penso di ciò?” con “Cosa provo pensando a ciò?”. Ciò impatta soprattutto sulla percezione delle componenti di rischio di una situazione e di un insieme di scelte. Sapendo che l'essere umano è in genere avverso al rischio, si rileva sperimentalmente un aumento del valore attribuito dal proprietario a un bene posseduto, confrontato allo stesso bene reperibile sul mercato.
- Euristica dell'ancoraggio: se si deve dare una stima di probabilità di un evento, essa è sistematicamente influenzata da un termine di paragone. Questo tipo di euristica descrive la comune tendenza umana a fare troppo affidamento sulle prime informazioni che si trovano (“anchor, ancora”) quando si cerca di prendere una decisione. Ovvero l'essere umano sembra utilizzare ogni informazione resa intenzionalmente disponibile nel processo della presa delle decisioni, secondo strategie di riduzione della distanza (mediazione) da quanto comunicatogli, anche se oggettivamente non pertinente con il problema.

L'eurisma è lo schema mentale, tipico nell'uomo, che impedisce il corretto svolgimento del "procedimento euristico". Comporta una sorta di "ancoraggio" a ciò che appare più visibile, impedendo di leggere più in profondità e attivare la parte creativa e intuitiva della mente.

## Euristiche e forme di errore
Le forme di errore dipendono da meccanismi universali che presiedono il recupero delle conoscenze, in particolare le tendenze sistematiche nei confronti di similarità e frequenza.

### Il confronto di similarità (Watson & Johnson-Laird, Tversky & Kahneman)
È un meccanismo che fa parte del funzionamento di base della nostra memoria e funziona in modo da rendere disponibili, il più velocemente possibile, tutti quei contenuti che sembrano essere più attinenti alle informazioni richieste; la sua velocità dipende dal grado di affidabilità degli indizi a sua disposizione. Esso, tra tutte le conoscenze potenzialmente adatte, potrà renderne disponibili solo una certa quantità, cosicché, in mancanza di elementi precisi, attiverà categorie molto più ampie che renderanno più laborioso il compito di processamento dei dati nello spazio di lavoro.

### L'azzardo in base alla frequenza (Tversky & Kahneman)
È una euristica automatica, specifica per la ricerca in memoria degli elementi utilizzati più spesso; interviene quando il confronto per similarità acquisisce un numero eccessivo di elementi simili o quando l'informazione utile recuperata è parzialmente completa. Agisce selezionando tra tutti i candidati messi a disposizione quello che ha avuto un valore di occorrenza di utilizzo maggiore. Questa euristica interviene con una forza proporzionale alla scarsa qualità delle informazioni che guidano il confronto per similarità e serve a sbloccare l'utilizzo dei dati in modo sistematico, partendo da quelli più frequentemente utilizzati.

## Stereotipi ed euristica
Gli stereotipi sono un tipo di euristica che ciascuno utilizza per crearsi delle opinioni o esprimere dei giudizi su cose mai viste o di cui non si è mai avuto esperienza. Funzionano come una scorciatoia mentale per avere accesso a tutto: dallo stato sociale di una persona a partire dalle sue azioni, al supporre che una pianta alta con tronco e foglie sia un albero, anche se non abbiamo mai visto prima quello specifico tipo di albero. Gli stereotipi, come descritti dal famoso giornalista W. Lippman, sono le immagini che abbiamo nelle nostre menti, costruite sulla base di esperienze e di quello che ci viene detto sul mondo. Queste "immagini nella nostra mente" ci consentono di esprimere giudizi senza avere avuto esperienze dirette su quel determinato argomento, e questo è ciò di cui tratta l'euristica.
Gli stereotipi vengono comunemente intesi nell'accezione di preconcetti razzisti, ma in un senso più ampio essi rappresentano anzitutto un modo generalmente utilizzato dagli individui per crearsi delle opinioni o esprimere dei giudizi sulle cose che non si conoscono o che non si comprendono completamente.
Per esempio, poiché ci è stato detto che aspetto ha un albero e abbiamo visto molti tipi di alberi, abbiamo delle immagini nelle nostre menti relative alle varie caratteristiche riferite a un albero; quando vediamo qualcosa che ha caratteristiche simili, anche se non ci è mai stato detto che quella pianta in effetti è un albero, possiamo esprimere un giudizio in base al quale quella pianta sarà molto probabilmente un albero. Così abbiamo usato una scorciatoia mentale per prendere una decisione su qualcosa, invece di andare a chiedere a un nativo del posto "Questo è un albero?".

## L'euristica nell'informatica
Nell'ambito informatico l'euristica è una tecnica progettata per risolvere un problema molto velocemente, al contrario di quanto ci vorrebbe utilizzando i metodi classici. Tramite ottimizzazione, completezza, cura e precisione si ottengono soluzioni ottimali a un problema, l'euristica invece è in grado di produrre soluzioni, seppure non ottimali, in modo rapido che risolvono comunque il problema a portata di mano.
Per esempio molti software antivirus utilizzano sistemi euristici per rilevare virus e malware. Un modo per ottenere questo guadagno di prestazioni, dal punto di vista computazionale, consiste nel risolvere un problema semplice la cui soluzione è anche una soluzione a un problema più complesso. Ancora un esempio banale ma concreto: quante volte una macchina presenta problemi apparentemente "inspiegabili" che vengono risolti con un semplice reboot del sistema? In questa situazione chi riavvia la macchina non è realmente a conoscenza di quale sia il problema, ma nelle sue esperienze passate è successo varie volte che tramite un riavvio il problema "sparisse". Banalmente l'euristica nell'informatica è rappresentata da questo concetto, anche a livelli più complessi e meno banali dell'esempio appena descritto.

### Interazione uomo-macchina
Nell'interazione uomo-computer l'euristica è una tecnica di collaudo ideata da esperti consulenti di fruibilità e usabilità. Nella valutazione euristica dell'interazione uomo-macchina l'interfaccia utente ha un ruolo fondamentale. Essa è controllata da esperti e la sua compilazione (grosso modo le caratteristiche di una buona interfaccia-utente sono basate su esperienze precedenti) è valutata registrando ogni qualvolta un aspetto euristico viene violato. Il famoso informatico danese Jakob Nielsen approfondisce l'argomento, soprattutto la parte riguardante l'usabilità del web.
Nello sviluppo del software l'uso di un approccio euristico può facilitare l'implementazione di una buona interfaccia-utente, permettendo agli utenti di navigare in un sistema complesso intuitivamente e senza difficoltà. Quando è necessario l'interfaccia può guidare gli utenti utilizzando tooltips (descrizioni dei comandi), pulsanti d'aiuto, inviti a chat con supporto, ecc. Tuttavia, in pratica, per il progettista dell'interfaccia-utente non è facile trovare il giusto equilibrio tra funzionalità tecniche e assistenza fornita all'utente. Un esempio di approccio euristico, a questo riguardo, è il prodotto di ricerca di Google che involve algoritmi incredibilmente complessi cercando un immenso quantitativo di dati. L'interfaccia-utente è enormemente semplificata da usare per un'esperienza intuitiva; la ricerca dei dati richiesta è inserita in un box e inviata con un singolo click. I dati sono organizzati cercando sia il termine preciso sia applicando una vaga logica, cercando per corrispondenze vicine e associazioni (per esempio una ricerca per ‘Jonathan Smith’ dà risultati anche per ‘John Smith’). Questo significa che Google è capace di restituire informazioni che gli utenti vogliono, ma per le quali non hanno chiesto specificatamente ogni dettaglio di ricerca, con un'interfaccia-utente. Se i risultati restituiti non sono soddisfacenti è data la possibilità di effettuare una ricerca avanzata per fornire maggiori informazioni e una risposta più mirata.
Programmatori di software e mirati utilizzatori finali ignorano allo stesso modo l'euristica e i suoi rischi. I consumatori/utilizzatori finali hanno bisogno di aumentare la loro conoscenza sulla struttura di base che un progetto implica (così che le loro aspettative siano realistiche), e i programmatori spesso hanno bisogno di spingersi a studiare maggiormente il pubblico (così che il loro stile d'apprendimento possa essere giudicato).
Una corretta analisi dei requisiti per lo sviluppo di un software modella l'euristica di come un utente tratta/lavora le informazioni sullo schermo. Questa analisi è idealmente condivisa con l'utilizzatore finale ben prima che la progettazione del programma sia scritta e l'applicazione sia sviluppata, così l'opinione dell'utente sulla sua esperienza può essere usata per adattare il design dell'applicazione. Questo risparmia molto tempo nello sviluppo del software. A meno che l'euristica non sia adeguatamente considerata il progetto probabilmente subirà molti problemi di realizzazione e contrattempi. In conclusione, l'euristica è probabilmente il fattore più importante di cui tenere conto quando si deve sviluppare un'interfaccia-utente.